# Florin Ciubotaru
Florin Ciubotaru (n. 9 august 1939, Focșani, Vrancea, România – d. 11 decembrie 2022) este un artist plastic și profesor universitar român.

## Mărturisire
„Fără un sistem de referință nu obții decât efectul local. Cu aparent aceleași elemente poți crea o realitate paralelă, o iluzie convingătoare, eliberată de tenacitatea timpului. Obsesia principală este a transferului dintr-o realitate în alta. Prefer imaginea eliberată de modelul său, în plus, adaog consistența imaterială a himerelor în care realul să apară și să nu fie.”—Florin Ciubotaru

## Studii
- Absolvent al Institutul de Arte Plastice„Nicolae Grigorescu” din București în 1963, (profesori Corneliu Baba, Ștefan Constantinescu).
- Din 1964 participa la majoritatea saloanelor oficiale din București, precum și la expoziții românești în străinătate.
- Membru al Grupurilor de artiști: Grupul 9+1 și Grupul 8 Art+;

## Activitate universitară
- Din 1990-2009 profesor la Universitatea Națională de Arte București, Catedra de pictură.

## Expoziții personale
- 1971 – Bruxelles/Belgia;
- 1972 – Courtrai/Belgia;
- 1974 – Haga/Olanda;
- 1975 – Gaeta/Italia;
- 1976, 1985 – Galeria Simeza, București;
- 1981 – Galeria Căminul Artei, București;
- 1985 – Galeria de Artă, Bacău;
- 1986 – Muzeul Partidului, București;
- 1988 – Barcelona/Spania;
- 1994, 1997 – Galeria Etaj 3/4 de la Teatrul Național, București;
- 2000 – Galeria Dalles, București;
- 2004 – Galeria Simeza, București;
- 2008 – Galeria Simeza, București.

## Expoziții de grup
- 1964 – „13“ Sala Kalinderu, București;
- 1970 – Gravură, Galeria Simeza, București;
- 1970 – „Portretul“, Galeria Orizont, București;
- 1975 – Gravură, Galeria Orizont, București;
- 1981, 1982, 1990 – Grupul 9 + 1, Sala Dalles, București;
- 1982 – Desen, Lugoj;
- 1985 – Expoziții cu tema „Știință și Artă“, Institutul de Arhitectură București;
- 1993 – Bistrița Năsăud;
- 1994 – UNESCO, București;
- 1995 – Ziua Mondială a Culturii, București;
- 2000, 2005 - Grupul 56,5 Galeria Simeza București;
- 2005 – Grupul 8 Art+, Muzeul Literaturii, București;
- 2005 – Grupul 8 Art+, Galeria de Artă, Bistrița;
- 2006 – Grupul 8 Art+, Galeria de Artă, Cluj;
- 2007 – Grupul 8 Art+, Muzeul de Artă, Constanța;
- 2007 – Grupul 8 Art+, Galeria de Artă, Alba Iulia;
- 2007 – Grupul 8 Art+, Paris, Bruxelles, Madrid, Lisabona;
- 2007 – Grupul 8 Art+, Patras, Grecia;
- 2009 - Expoziție Ciubotaru & Mavrodin sala Theodor Pallady, Biblioteca Academiei Române

## Expoziții internaționale, Bienale și Trienale
- 1966 –Stuttgart/Germania, Praga/R. Cehă;
- 1967 – Tokyo/Japonia, Geneva/Elveția, Montevideo/Uruguay;
- 1969 – Tel Aviv/Israel, Torino/Italia;
- 1970 – Roma/Italia, Groningen/Germania;
- 1971 – Düsseldorf/ Germania;
- 1973 – Belgrad/Iugoslavia, Bochum/Germania;
- 1975 – Tokyo/ Japonia;
- 1977 – Madrid/Spania
- 1979 – Stockholm/Suedia;
- 1969 – Bienala de gravură Ljublijana/Iugoslavia;
- 1971 – Bienala de grafică Capri/Italia;
- 1976 – Bienala de grafică Rijeka/Jugoslavia;
- 1979 – Bienala de la Cagnes-sur-Mer/Franța;
- 1986 – Bienala de la Sao Paolo/Brazilia;
- 1992 – Bienala de la Ankara/Turcia;
- 1993 – Trienala de tapiserie Tournai/Belgia.

## Lucrări de artă decorativă și ambientală
- Intre 1969-1979 – realizarea tapiseriei (174 mp) de la Teatrul Național București, în colaborare cu Șerban Gabrea.
- 2007 – Parcul Kiseleff, București;
- 2008 – Plante Urbane, Otopeni;
- 2008 – Sfântul Gheorghe (sculptură), Năieni, județul Buzău;
- 2009 – Turnul de Fildeș, Academia Română

## Premii
- 1966 – Premiul Uniunii Artiștilor Plastici pentru artă monumentală;
- 1969 – Premiul pentru decorarea Teatrului Național, București;
- 1971 – Premiul CSCA ex-aequo;
- 1986 – Premiul Uniunii Artiștilor Plastici pentru pictură;
- 1999 – Premiul Academiei Române;
- 2000 – Premiul Uniunii Artiștilor Plastici pentru pictură;
- 2004 – Ordinul Meritul Cultural în grad de Comandor;
- 2004 – Nominalizat pentru Premiul Prometeus;
- 2007 – Premiul pentru Excelență acordat de UAP Grupului 8 Art+;
- 2008 – Premiul pentru Arte Vizuale acordat de Ministerul Culturii Grupului 8 Art+.
- 2009 – Premiul Omnia pentru Arte Vizuale acordat de Fundația Prometeus.
- 2010 - Premiul Theodor Pallady Pentru cartea de artă Albumului Florin Ciubotaru, Editura I.C.R., 2009

## Aprecieri
De cate ori mă aflu dinaintea unei lucrări de Florin Ciubotaru îi recunosc amprenta, dar sunt, totuși, luat prin surprindere. Marea lui reușită e dozajul inteligent dintre fidelitatea față de sine și incapacitatea de a se repeta.
Soliditate și prospețime- iată o combinație care se potrivește mai curând arborilor : trunchi viguros și reînnoire ciclică. Pictura lui Ciubo are farmecul spontan al creșterii vegetale: te odihnește, te bine-dispune, te provoacă.
Chiar când e gravă, când plonjează în inconfortabil și insolit, rămâne tonică, o perpetuă sursă de jovialitate. Am să îmbătrânesc bucurându-mă de istețimea artistică, de grația fiecărei expoziții. Cu Ciubo nu te poți plictisi. Sub naturalețea fiecărei compoziții, se simte febra unei delectabile aventuri. Andrei Pleșu

Lucrările ce compun expoziția lui Florin Ciubotaru, ca și munca sa din ultima vreme, repun o veche problemă a celor ce fac artă, o problemă născută de mult în climatul iscat de Renaștere: unde te oprești pe drumul de la obiect la reprezentarea sa, de la figurarea naturii la configurarea actului „arta” sau straturile limită, raportul subiect-obiect, arta scop în sine sau mijloc de devenire spirituală; cu răspunsul mereu schimbător ce-l dă fiecare operă și fiecare artist (cu sau fără voia sa) se repune proaspăt problema rostului spiritual al artei, menirea și limitele sale.
Florin Ciubotaru, în „formula” momentului său actual, provoacă întrebări ce ating zona morală a existenței: cât e bine, cât e drept, cât e frumos să inventăm și să ne bucurăm de șansa de a crede că creăm, care poate fi nivelul benefic ce-l poate atinge libera imaginare în cadrul complex al muncii care se numește artă, cât de mare poate fi libertatea ce ne-o acordăm în fiecare moment al existenței noastre!...
Felul în care răspundem, prin ceea ce facem, celor de mai sus definește soliditatea, firescul și viabilitatea propunerilor noastre… În bucuria lecturii desenelor lui Florin Ciubotaru găsim una dintre justificările lor de existență: încercarea de a nu nega. Horia Bernea 
“Pictez pentru a mă ivi”, poate spune Florin Ciubotaru parafrazându-l pe Paul Klee. Creator mobil,  prolific, tinzând pe spirale de sens, asumate, trăite, la a dezbate menirea întru reprezentare a picturii, „Ciubo” nu a visat vreodată “Opera de artă totală”, ci unda- cuantă a Fragmentului revelator. Iată o depoziție din 1981 : Refuz gestul disperat și efortul de tip eroic, îndeletnicire care se depărtează de cordial și uman. Orice imixtiune în codul imaginii plastice de tip orgolios este eliminată, cunoașterea artistică fiind lipsită de vanitatea cunoașterii absolute”. Aurelia Mocanu 
(…) La Dalles, dupa expoziția lui Vladimir Setran, s-a deschis acum cea a lui Florin Ciubotaru, un pictor autentic, subtil, a cărui atitudine ludică provoacă imaginarul. Arta lui Florin Ciubotaru ilustrează mutațiile fundamentale petrecute în sensibilitatea contemporană, avidă de mari deschideri conceptuale și stilistice, cultivând, complementar parcă, concretețea și vagul, figurația, sensul și abstracțiunea pură.
Pictorul expune rar, pentru că nu produce tablouri și nu-și promovează, diplomatic, cariera. Lucrează și, la un moment dat, sațietatea, depășirea unei etape reclama confesiunea publică. De unde senzația unei cordiale indiferențe cu sine și cu ceilalți. De unde poate  și lipsa de crispare a picturii, absența oricărei inclinații demonstrative. Artistul pare un adolescent, curios și amuzat, care nu a pierdut gustul jocului, deși a atins vârste profesorale.
Exista în pictura lui degajată, supusă hazardului, clipe fericite și subtexte grave! Florin Ciubotaru caută motivații ale spectacolului vizual incontinent și veșnic înnoitor. Imaginea se dezvoltă surprinzator, din teme precise: o stea sau o cruce, un ou, o elipsă, un zero, cifra cu substanță și mărime pentru pictor, torsuri. Dintr –un anume punct de plecare începe aventura divagației, care-l fascinează. De la un detaliu real, plonjează în nesfârșire și în ispita metamorfozelor în lanț. În fixarea care refuză fixarea mi se pare a consta „mecanismul“ artei sale poetice articulate din seductive paradoxuri.
Se cuvine a face o constatare, în lipsa de consecințe, în interpretarea picturii lui Florin Ciubotaru. Motivele care declanșează pictura sunt modele mentale, nu sunt roade ale observației, consecințe ale „determinării” realiste, ci mai degrabă ale arheologiei realismului. E vorba de semne plastice cu înțelesuri deopotrivă concrete și abstracte. Pe scurt, par scheme care se însuflețesc prin dezvoltări concrete, foșnitoare, fără o identitate precisă. Aceste scheme înfrunzesc, ca acel zero, geometrie pură, din care transpar iarba, vegetația arborescentă; întreaga lui artă se naște din balansul dintre imaginea unei idei, de regula neeroice, nepretențioase, nesofisticate, și dinamica ei imprevizibilă la nivelul soluțiilor plastice, a scriiturii plastice, de o impresionantă naturalețe și bogăție. Pictorul modern nepeisagist se lasă cotropit în forme surprinzătoare de amintirea peisagismului. De fapt, a unei naturi atotcuprinzătoare, evidenta și ascunsă, la proporții vaste, aflată într-o irepresibilă expansiune. (…) C. Radu Constantinescu 